# King's Bounty
King's Bounty é um jogo eletrônico de estratégia em turnos com características de RPG da New World Computing, de 1990, para MS-DOS e Mega Drive. É considerado como o predecessor da série Heroes of Might and Magic, devido ao estilo de jogo.

## Objetivos
Deve-se encontrar o Sceptre of Order (Cetro da Ordem) antes que o Rei Maximus morra. Para isso, é necessário procurar vários criminosos através de quatro continentes, que tem pistas do paradeiro do cetro. O jogador tem em seu auxílio um exército de soldados, arqueiros e miliciantes, que vão mudando conforme vai adquirindo riqueza e liderança. Além das unidades o jogador contrata nos castelos, também é possível contratar unidades espalhadas pelos territórios, como: bárbaros, fantasmas, ogres, fadas, esqueletos, zumbis, lobos, gnomos, gigantes, esqueletos, elfos, trolls, anões, feiticeiros, vampiros, demônios e até dragões.

## Combate
Há dois modos de entrar em combate: encarando hordas de inimigos errantes pelo mapa, ou fazendo cerco a castelos de vilões. Para entrar nos castelos, primeiro deve se comprar siege weapons (armas de cerco).

## Recepção
O revisor do Computer Gaming World afirmou que, embora o jogo fosse muito curto (ele finalizou em seis horas), o tempo limitado, as batalhas emocionantes e a oportunidade de ganhar poder o tornaram atraente para os aventureiros. O jogo foi revisado em 1991 no Dragon #166 por Jager McConnell na coluna "The Role of Computers". Os revisores deram ao jogo 3 de 5 estrelas. Os Lessers revisaram a versão do jogo Sega Genesis em Dragon #175, também dando essa versão do jogo 3 de 5 estrelas. Os Lessers revisaram a versão DOS do jogo em 1992 no Dragon #187, novamente dando à versão 3 estrelas. Retroativamente, o jogo foi revisado pela Sega-16.com, que - por considerar sua influência nas séries Heroes of Might and Magic -, obteve uma pontuação perfeita de 10.0.